# Tendaspoorlijn
De Tendaspoorlijn, van Cuneo naar Ventimiglia (99 km), met in Breil-sur-Roya een aftakking naar Nice, loopt deels over Italiaans en deels over Frans grondgebied. Na de Rhätische Bahn in Zwitserland is het de spoorlijn met het grootste hoogteverschil (1.000 meter over 100 km) in Europa. Naast de vele bruggen en (keer)tunnels zijn er op het traject ook diverse verdedigings- en vestingwerken gebouwd.
In 1883 werd begonnen met de bouw, en pas in 1928 werd de gehele spoorlijn in gebruik genomen. Onder de Tendapas werd een ruim acht kilometer lange tunnel, de Tendapastunnel, gebouwd die in 1898 gereed kwam. De spoorlijn werd tot 1939 gebruikt voor personenvervoer; zowel in 1940 als in 1944 werden veel bruggen vernield door oorlogsgeweld en pas in 1979 kon het gehele traject weer geopend worden.
In 1947 annexeerde Frankrijk een deel van het dal dat tot dan Italiaans was, waaronder de dorpen Piène (Piena), Saint-Dalmas-de-Tende (San Dalmazzo Tenda) en Tende (Tenda). Het station van Piène, dat boven de weg is gebouwd omdat de kloof van de Roia hier zeer smal is, kreeg bij de heropening wel een Franse naam, maar werd niet meer in gebruik genomen. Het enorme – onder Benito Mussolini gebouwde – station van Saint-Dalmas-de-Tende herinnert nog aan de tijd dat dit een grensstation was.
De Tendaspoorlijn is ook landschappelijk bezienswaardig. Het dal (en de kloof) van de Roia, het aangrenzende nationale park Mercantour en de dorpen Saorge en Tende zijn toeristisch zeer interessant.
De Tendapas ligt op 1871 meter hoogte. Vooral de zuidzijde is landschappelijk interessant, maar de weg is niet geasfalteerd en dus niet voor alle auto’s geschikt. De in 1882 geopende 3.182 meter lange tunnel onder de pas (tussen 1.280 en 1.321 meter hoogte) is de oudste Alpentunnel in Europa en was tot 1964 de langste. De tunnel is smal en heeft maar één buis, zodat brede voertuigen steeds per rijrichting door de tunnel gaan.
In Breil-sur-Roya is bij het station, op het voormalige emplacement, een klein spoorwegmuseum gevestigd in en rondom een oude locomotiefloods, het z.g. Ecomusée. In dit museum is onder andere een H0-modelbaan aanwezig die een weergave is van een groot deel van de spoorlijn.

## Beheer
Het beheer van de spoorlijn is aan Italiaanse zijde in handen van Rete Ferroviaria Italiana (RFI). Het Franse deel van de spoorlijn is in beheer bij Réseau ferré de France (RFF]. Beide bedrijven beheren de railinfrastructuur van respectievelijk Italië en Frankrijk.

## Exploitatie
De exploitatie van de spoorlijn is in handen van de Franse spoorwegonderneming SNCF en de Italiaanse spoorwegonderneming Trenitalia.

### Ingezette materieel
Tot aan de elektrificering in 1935 van de stamlijn Cuneo - Breil-sur-Roya - Ventimiglia werden de treinen door stoomlocomotieven getrokken. Daarna kwamen er elektrische locomotieven van de Italiaanse spoorwegen. De Franse tak van de spoorlijn tussen Breil-sur-Roya en Nice is nooit geëlektrificeerd.
Gedurende de Tweede Wereldoorlog werden de elektrische installaties afgebroken en werd er weer met stoomlocomotieven gereden. Tegenwoordig is het Italiaanse deel van Cuneo tot Limone Piemonte weer geëlektrificeerd, maar wordt er maar sporadisch gebruikgemaakt van elektrische tractie.
Vanaf 1979 kwamen op beide trajecten dieselmotorrijtuigen voor. De Franse spoorwegen (SNCF) zette daarbij het type X-4500 in en de Italiaanse spoorwegen het type ALn. De motorrijtuigen type X-4500 werden vanaf 1995 vervangen door het type X-2200, dat met krachtigere motoren beter geschikt is voor dit traject. Het type X-2200 rijdt tegenwoordig nog als de toeristische trein met de naam Train des Merveilles.
Sinds 2005 worden voor het personenvervoer op beide trajecten zowel door de Italiaanse als Franse spoorwegen moderne driedelige dieseltreinstellen ingezet. De Franse spoorwegen zetten het type AGC (Autorail à Grande Capacité) in. De Italiaanse spoorwegen zetten het type Minuetto in, al werd er tot augustus 2013 ook gebruikgemaakt van het type ALn, dan wel door een dieselloc getrokken rijtuigen, waarvan het laatste rijtuig voorzien is van een stuurstand. De Minuetto-treinstellen en de getrokken treinen reden ook de lange-afstandsverbinding tussen Turijn en Imperia over de Tendaspoorlijn. Sinds december 2013 is het treinverkeer van/naar Italië beperkt tot 2x dagelijks een trein Ventimiglia-Cuneo, waarvan 1 van/naar Fossano. De SNCF laat als aanvulling dagelijks 2 TER-bussen tussen Breil sur Roya en Tende v.v. rijden, 3 stoptreinen uit Nice blijven doorrijden tot Tende, (SNCF-trein en -bus komen dus niet op Italiaans grondgebied).
Alleen op de Italiaanse zijde van Cuneo tot Limone vindt nog gering goederenvervoer plaats. Aan Franse zijde werd het goederenvervoer in 1988 beëindigd.

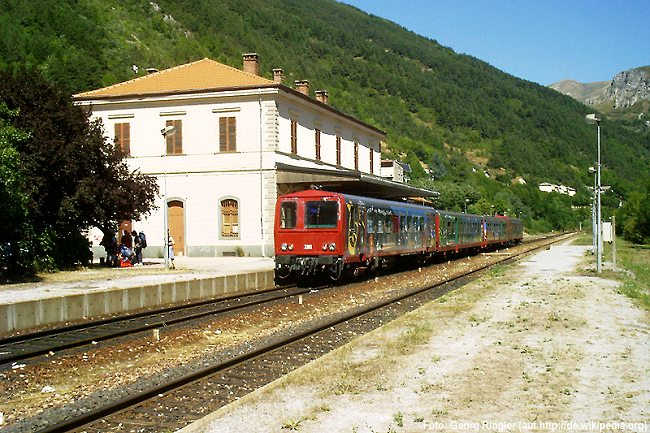
Station Tende in de zomer 2003 met de Train des Merveilles type X-2200.